# Обзор-Р
Обзор-Р — российский радиолокационный спутник дистанционного зондирования Земли, разрабатываемый АО РКЦ «Прогресс». Планируется к запуску в 2023 году.
Космический комплекс предназначен для обеспечения МЧС, Минсельхоза, Росреестра и других министерств, ведомств и территориальных образований радиолокационной информацией для решения различных задач. Данные со спутников "Обзор-Р" будут использоваться с целью картографирования, мониторинга природных и техногенных чрезвычайных ситуаций, выявления потенциально опасных геологических процессов, объектов и явлений в районах строительства, обеспечения задач природопользования, поиска полезных ископаемых.
По сообщению начальника управления технической политики и качества Роскосмоса Михаила Хайлова, основная отличительная особенность КА «Обзор-Р» — это использование локатора на базе АФАР (активной фазированной антенной решетки), который позволяет получать изображения не хуже одного метра.

## Технические характеристики системы

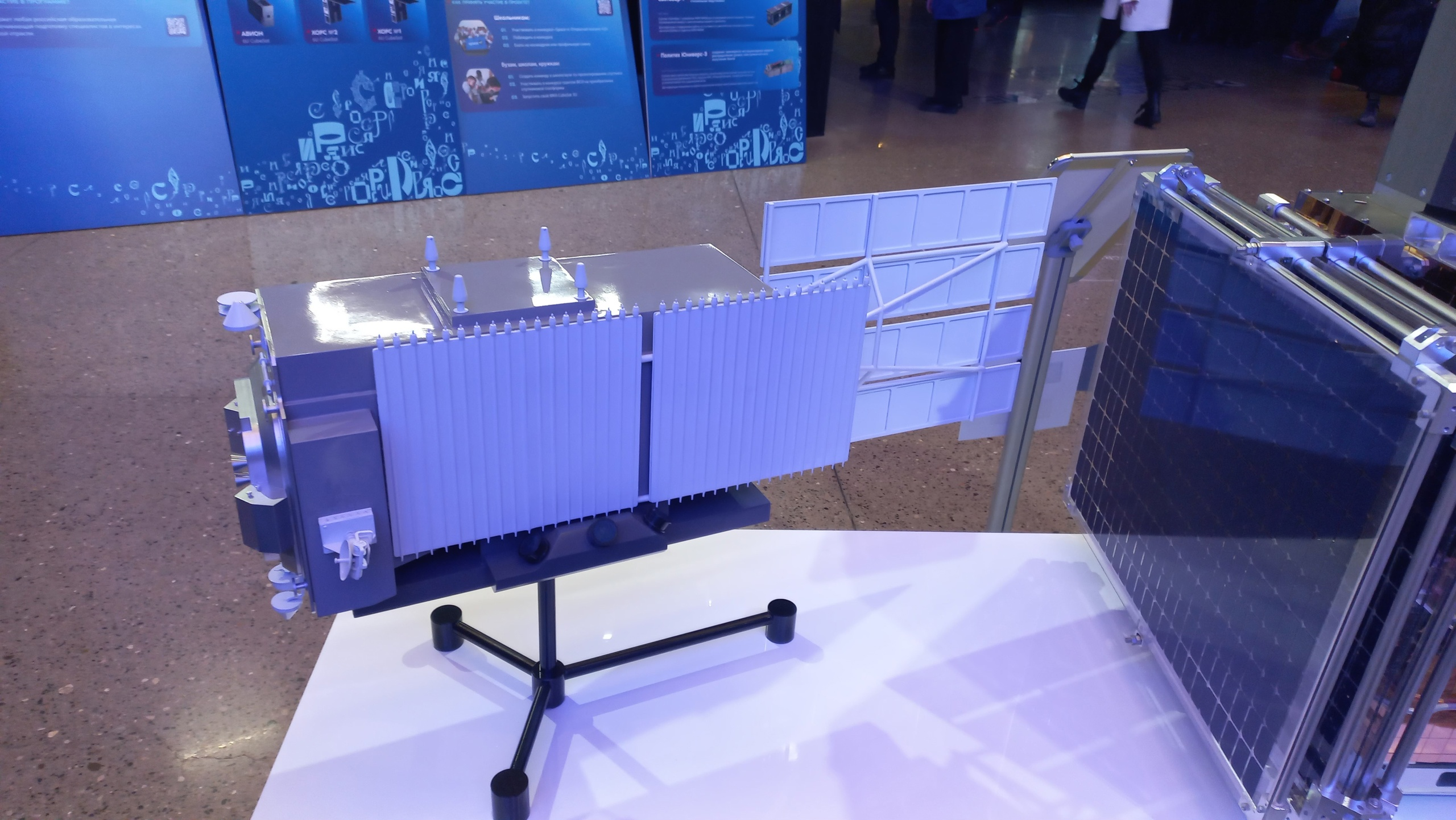
Обзор-Р

| Характеристика                        | Режим съемки                   | Режим съемки             | Режим съемки                  | Режим съемки                  | Режим съемки     | Режим съемки     | Режим съемки                    | Режим съемки                    | Режим съемки                    |
| Характеристика                        | Высокодетальный кадровый режим | Детальный кадровый режим | Узкополосный маршрутный режим | Узкополосный маршрутный режим | Маршрутный режим | Маршрутный режим | Широкополосный маршрутный режим | Широкополосный маршрутный режим | Широкополосный маршрутный режим |
| Пространственное разрешение, м        | 1,0                            | 3-5                      | 5                             | 2                             | 20               | 40               | 200                             | 300                             | 500                             |
| Полоса захвата, км                    | 15-20                          | 50                       | 30                            | 10÷22                         | 90÷200           | 220÷370          | 400                             | 600                             | 750                             |
| Протяженность маршрута, км            | 10                             | 50                       | До 4000                       | До 4000                       | До 4000          | До 4000          | До 4000                         | До 4000                         | До 4000                         |
| ------------------------------------- | ------------------------------ | ------------------------ | ----------------------------- | ----------------------------- | ---------------- | ---------------- | ------------------------------- | ------------------------------- | ------------------------------- |
| Полоса обзора, км                     | 2x470                          | 2x600                    | 2x600                         | 2x470                         | 2x600            | 2x600            | 2x600                           | 2x600                           | 2x750                           |
| Радиометрическое разрешение, дБ       | 3                              | 3                        | 3                             | 3                             | 2                | 1.5              | 1.5                             | 1.2                             | 1.0                             |
| Радиометрическая чувствительность, дБ | -20±16                         | -20±14                   | -20                           | -24±19                        | -23              | -23              | -25                             | -28                             | -26                             |

## Хронология
25 января 2013 года АО РКЦ «Прогресс» выиграло конкурс по созданию комплекса «Обзор-Р». Цена контракта — 3,6 млрд рублей. Помимо АО РКЦ «Прогресс», к конкурсу было допущено АО КБ «Арсенал» имени М. В. Фрунзе".
30 июля 2013 года в АО РКЦ «Прогресс» прошел первый Совет Главных конструкторов по рассмотрению результатов эскизного проекта на космический комплекс «Обзор-Р».
17 июня 2015 года генеральный директор АО РКЦ «Прогресс» Александр Кирилин сообщил, что запуск КА «Обзор-Р» запланирован на конец 2017 года
29-30 сентября 2016 года в АО РКЦ «Прогресс» прошло заседание Совета Главных конструкторов, на котором было доложено, что с апреля 2016 года поэтапно проходят электрорадиотехнические испытания первого летного изделия «Обзор-Р».
15-16 февраля 2017 года в АО РКЦ «Прогресс» прошло заседание Совета Главных конструкторов, в ходе которого было доложено, что первое летное изделие «Обзор-Р» проходит очередной этап электрорадиотехнических испытаний, ведется отработка экспериментальных установок и бортового программного обеспечения.
11 июля 2017 года в пресс-релизе Госкорпорации «Роскосмос» указывается, что АО РКЦ «Прогресс» завершил очередной этап испытаний первого летного изделия и предприятия отрасли приступили изготовлению комплектующих для космического аппарата «Обзор-Р».
18 июля 2017 года гендиректор АО РКЦ «Прогресс» Александр Кирилин сообщил, что радиолокационный космический аппарат «Обзор-Р» будет готов к запуску в 2018 году.
13-14 февраля 2018 года в АО РКЦ «Прогресс» состоялось заседание Совета Главных конструкторов, на котором было доложено, что завершена разработка и комплексная отладка системы бортового обеспечения космического аппарата «Обзор-Р», разрабатывается эксплуатационная документация и космический комплекс.
12 ноября 2018 года из презентации Госкорпорации «Роскосмос» стало известно о планах запуска космического аппарата «Обзор-Р» в 2020 году
17 января 2019 года гендиректор АО РКЦ «Прогресс» Дмитрий Баранов сообщил, что первый спутник «Обзор-Р» планируется запустить летом 2020 года
13 мая 2019 года гендиректор АО РКЦ «Прогресс» Дмитрий Баранов сообщил, что сроки запуска второго спутника «Обзор-Р» определят после запуска первого космического аппарата, то есть после 2021 года
20 августа 2019 года стало известно, что ракета-носитель для запуска спутника «Обзор-Р» будет построена к середине 2021 года
26 августа 2020 года АО «Российские космические системы» представило на Международном военно-техническом форуме «Армия-2020» активный антенный модуль, являющийся частью активной фазированной антенной решетки космического радиолокационного комплекса «Касатка-Р»
1 сентября 2020 года гендиректор АО РКЦ «Прогресс» Дмитрий Баранов сообщил, что запуск КА «Обзор-Р» откладывается из-за отсутствия основной аппаратуры — локатора.
24 декабря 2020 года из госконтракта стало известно, что запуск радиолокационного спутника «Обзор-Р» с космодрома Плесецк запланирован на третий квартал 2021 года.
29 мая 2021 года заместитель директора департамента навигационных космических систем Роскосмоса Валерий Заичко заявил, что запуск первого радиолокационного спутника наблюдения Земли «Обзор-Р» планируется в 2022 году.
12 декабря 2021 года пресс-служба АО РКЦ «Прогресс» сообщила, что локатор для спутника «Обзор-Р» будет поставлен в начале 2022 года.
23 апреля 2022 года глав Роскосмоса Дмитрий Рогозин в интервью телеканалу «Россия-24» сообщил, что «Обзор-Р» будет запущен в 2023 году.
29 мая 2022 года пресс-служба РКЦ «Прогресс» сообщила, что запуск «Обзор-Р» намечен на II квартал 2023 года, поставка локатора для космического аппарата ожидается во II квартале 2022 года.
16 августа 2022 года пресс-служба РКЦ «Прогресс» сообщила, что поставка локатора для "Обзора-Р" перенесена на третий квартал 2022 года.